# 금구초등학교 (충북)
금구초등학교는 대한민국 충청북도 진천군 이월면 내촌리에 있는 공립 초등학교이다.

## 학교 연혁
- 1958. 04. 01 만승국민학교 구암 분교 개설
- 1962. 03. 02 금구국민학교 개교
- 1964. 02. 12 제1회 36명 졸업
- 1996. 03. 01 금구초등학교로 학교 명칭 변경
- 2003. 10. 16 본관 증·개축
- 2006. 12. 14 거북골 글샘터(도서실) 개관
- 2014. 02. 18 제51회 13명 졸업 (총 졸업생수 1,806명)
- 2014. 03. 01 제20대 김주열 교장 부임
- 2014. 03. 01 6학급 편성
- 2016. 03. 01 제21대 김혜용 교장 부임
- 2017. 01. 09 과학실 현대화사업
- 2017. 02. 14 제54회 9명 졸업 (총 졸업생수 1,840명)
- 2017. 03. 01 6학급 편성

## 참고 자료
- 금구초등학교 - 한국교육학술정보원 학교알리미